# ジョー、満月の島へ行く
『ジョー、満月の島へ行く』（Joe Versus the Volcano）は、1990年に製作されたトム・ハンクス主演のコメディ映画。

## 概要
人気スタートム・ハンクスと、コメディエンヌのメグ・ライアンの2人の共演第1作目。スティーヴン・スピルバーグが製作総指揮をつとめており、メグ・ライアンは1人3役をこなしている。トム・ハンクスが主演だが、日本では劇場1991年11月1日公開に終わり、ビデオ発売でお目見えした。

## あらすじ
とある工業地帯にある会社で働くしがないサラリーマンのジョー・バンクス（トム・ハンクス）。ある日、体の不調を訴えて会社の昼休みに病院へ行ってみると、エリソン医師（ロバート・スタック）から脳に雲がかかっていると診断され、余命半年と告げられる。ヤケになったジョーは、会社に戻ると自分をどやす上司のワトゥーリ（ダン・ヘダヤ）を一喝。以前から気になっていた同僚のディーディー（メグ・ライアン）を食事に誘い、会社を辞めるとワトゥーリに告げ、その場を後にする。その夜、ディーディーとの食事はうまくいき、家に帰ったジョーは自分があと少しで死ぬことをディーディーに告げる。それに聞いて驚いたディーディーは逃げるようにジョーの家から去っていった。
翌朝、ウクレレを弾きながら黄昏ているジョーの家にグレイナモアと名乗る男（ロイド・ブリッジス）が現れる。グレイナモアは自分が大企業の社長であることを告げると、ジョーにひとつの頼みごとをする。何でも会社で生産する製品の原料である“レアメタル”が存在する南の島で、原料と交換にジョーにその島の火山の生贄になってほしいと言うのだ。余命もあと半年ということで、ジョーはそんなグレイナモアの申し出を引き受けてしまう。それに気を良くしたグレイナモアは自分名義のクレジットカードをジョーに渡すと、カリフォルニアへ渡るようジョーに指示する。翌日、ニューヨークで山ほど買い物を済ませたジョーは、いざカリフォルニアへ。空港へ着くと、到着ゲートにグレイナモアの娘であるアンジェリカ（メグ・ライアン）の姿があった。冷たい感じの風貌で、何も教えられないままジョーの面倒をまかされたことに愚痴るアンジェリカだったが、次第にジョーの人柄に心を開いていく。その後、アンジェリカからグレイナモアのもう一人の娘パトリシア（メグ・ライアン）に引き継がれたジョーは、いざ南の島へ向け、クルーと共に大海原へ旅立つのだった。

## キャスト
※括弧内は日本語吹替
- ジョー・バンクス - トム・ハンクス（田中秀幸）

サラリーマン。元消防士。医療工業系の会社の宣伝部に勤める。余命半年と宣告され、人生に絶望していたがグレイナモアからクレジットカードを自由に使っていいのを条件に生贄になることを決める。
- ディーディー - メグ・ライアン（高島雅羅）

ジョーの同僚。ジョーに思いを寄せられている。
- アンジェリカ - メグ・ライアン（高島雅羅）

グレイナモアの娘。クールだが面倒見は良い。
- パトリシア - メグ・ライアン（高島雅羅）

グレイナモアの娘。ジョーと共に島に行く。
- サミュエル・ハーヴェイ・グレイナモア - ロイド・ブリッジス（吉水慶）

伝導体メーターの社長。
- エリソン - ロバート・スタック（千田光男）

医師。
- マーシャル - オジー・デイヴィス（郷里大輔）

運転手を引き受ける。
- フランク・ワトゥーリ - ダン・ヘダヤ（山野史人）

ジョーの上司。
- ダグマー - アマンダ・プラマー
- ワポニ族長 - エイブ・ヴィゴダ（麦人）
- ワポニ族 - ネイサン・レイン
- 鞄のセールスマン - バリー・マクガヴァン（小島敏彦）

## スタッフ
- 監督：ジョン・パトリック・シャンリィ
- 製作：テリー・シュワルツ
- 音楽：ジョルジュ・ドルリュー
- 製作総指揮：スティーヴン・スピルバーグ、キャスリーン・ケネディ、フランク・マーシャル
- 撮影：スティーヴン・ゴールドブラット
- 編集：リチャード・ハルシー、ケネス・ワンバーグ